# Северный полюс-40
Северный полюс-40 (СП-40) — российская научная дрейфующая станция, которая действовала в период с 1 октября 2012 года — 8 июня 2013 года. За 250 дней она преодолела расстояние более 1,6 тыс. км. Станция также была оснащена необходимой техникой и измерительными приборами мирового уровня, что позволяло совершать исследования на высоком уровне.
За это время было произведено 1564 метеонаблюдений, полученные данные были переданы в ААНИИ, в виде 782 синоптических телеграмм.

## История
Станция была развернута в октябре 2012 года. Но уже в 2013 году продолжать исследования в Арктике с помощью дрейфующих станций «Северный полюс» стало невозможно из-за таяния льдов. В серьёзной опасности оказалась российская научно-исследовательская станция «Северный полюс-40», дрейфующая в Северном Ледовитом океане. Льдина под ней начала разрушаться, и станция могла уйти под воду вместе со всем оборудованием и 16 учёными. Среди нескольких законсервированных станций была выбрана станция «Мыс Баранова», как новое место для исследований. Атомный ледокол «Ямал» с аппаратурой эвакуированной станции «Северный полюс-40», высадил у ледяного припая вблизи мыса Баранова исследователей, где они начали расконсервацию станции. С начала лета и до середины осени 2013 года полярники полностью восстановили станцию, подготовив её к зимовке.

## Состав дрейфующей станции
1. Фомичев Николай Иванович — начальник дрейфующей станции
2. Шутилин Сергей Валерьевич — заместитель начальника дрейфующей станции
3. Бобков Илья Алексеевич — ведущий метеоролог
4. Грубый Андрей Сергеевич — метеоролог 1-й категории
5. Кумышев Хусен Шалаватович — инженер 1-й категории (транспортная техника)
6. Куссе-Тюз Никита Александрович — океанолог 1-й категории
7. Клёнов Андрей Сергеевич — начальник отряда техобеспечения
8. Кудрявцев Денис Вячеславович — гидрограф 1-й категории
9. Левченко Илья Владимирович — ведущий инженер по связи и телекоммуникациям
10. Митьковец Дмитрий Викторович — инженер-технолог 1-й категории
11. Николаев Владимир Геннадьевич — океанолог 1-й категории
12. Нюбом Алексей Александрович — ведущий специалист (физика льда)
13. Овчинников Сергей Александрович — ведущий аэролог
14. Шутилин Игорь Сергеевич — ведущий специалист-ледоисследователь
15. Ширшов Андрей Владимирович — инженер 1-й категории
16. Чубаков Виктор Петрович — врач 1-й категории

## Основные задачи
- Стандартные метеорологические наблюдения (также специальные)
- Озоновое зондирование атмосферы
- Исследования морского льда
- Отбор проб для химических и гидробиологических исследований
- Изучение волновых процессов в морском льду
- Медико-биологические исследования
- Морская гидрология